# Estação Wittenau
Wittenau é uma das estações terminais da linha U8 da U-Bahn de Berlim, na Alemanha.